# 布多瓦 (科佐瓦區)
49°22′46″N 25°9′47″E / 49.37944°N 25.16306°E
布多瓦（烏克蘭語：Будова），是烏克蘭的村落，位於該國西部捷爾諾波爾州，由捷尔诺波尔区負責管轄，始建於1938年，面積0.02平方公里，2001年人口56，人口密度每平方公里3,500人。